# Швеція на літніх Олімпійських іграх 2004
Швеція на літніх Олімпійських іграх 2004 року була представлена  115 спортсменами (62 чоловіки і 53 жінки), які брали участь у 20 видах спорту. Наймолодшим учасником збірної стала 17-річна гімнастка Вероніка Вагнер, найдосвідченішою — 49-річна наїздниця Луїза Натгорст. В Афінах Швеція завоювала 7 медалей (4 золоті, 2 срібні та 1 бронзові).

## Медалісти
| Швеція на Олімпіаді 2004 року в Афінах | Швеція на Олімпіаді 2004 року в Афінах                                    | Швеція на Олімпіаді 2004 року в Афінах | Швеція на Олімпіаді 2004 року в Афінах      | Швеція на Олімпіаді 2004 року в Афінах |
| Медаль                                 | Спортсмен                                                                 | Вид спорту                             | Дисципліна                                  | Результат                              |
| -------------------------------------- | ------------------------------------------------------------------------- | -------------------------------------- | ------------------------------------------- | -------------------------------------- |
| Золото                                 | Стефан Гольм                                                              | Легка атлетика                         | Стрибок у висоту, чоловіки                  | 2,36 м                                 |
| золото                                 | Крістіан Ульссон                                                          | Легка атлетика                         | Потрійний стрибок, чоловіки                 | 17,79 м                                |
| Золото                                 | Кароліна Клюфт                                                            | Легка атлетика                         | Семиборство                                 | 6952                                   |
| Золото                                 | Генрік Нільссон Маркус Оскарссон                                          | Веслування на байдарках та каное       | Чоловіки, каное-двійки, 1000 метрів         | 3:18.420                               |
| Срібло                                 | Малін Бар'ярд-Юнссон Рольф-Єран Бенгтссон Петер Ерікссон Педер Фредріксон | Кінний спорт                           | Командний конкур                            |                                        |
| Срібло                                 | Ара Абрахамян                                                             | боротьба                               | Греко-римська боротьба — до 84 кг, чоловіки |                                        |
| Бронза                                 | Терезе Торгерссон Вендела Закріссон                                       | вітрильний спорт                       | 470, жінки                                  |                                        |

## Склад олімпійської збірної Швеції

### Плавання
Спортсменів — 5
У такий раунд на кожній дистанції проходили найкращі спортсмени за часом, незалежно від місця зайнятого в своєму запливі.
Жінки
| Спортсменка                                                                          | Змагання               | Попередні запливи | Попередні запливи | Півфінали | Півфінали | Фінал     | Фінал |
| Спортсменка                                                                          | Змагання               | Результат         | Місце             | Результат | Місце     | Результат | Місце |
| ------------------------------------------------------------------------------------ | ---------------------- | ----------------- | ----------------- | --------- | --------- | --------- | ----- |
| Юсефін Лілльгаге Анна-Карін Каммерлінг Тереза Альсгаммар Юган Шеберг Катрін Карлзон* | 4× 100 м вільний стиль | 3:41,51           | 5                 |           |           | 3:41,22   | 7     |

* — брали участь лише у попередньому запливі